# Echte meervallen
De meervallen (Siluridae) zijn een familie van vissen uit de orde meervalachtigen. De familie wordt ook wel echte meervallen of typische meervallen genoemd. Er zijn namelijk ook andere families die meervallen worden genoemd, zoals de pantsermeervallen en de harnasmeervallen. Meervallen zijn middelgrote tot grote soorten; sommige exemplaren kunnen 3,5 meter bereiken. Een bekende soort is de Europese meerval (Silurus glanis), die in Nederland en België zeldzaam is maar niet meer op de rode lijst staat.
Begin augustus 2019 werd in een zandafgraving in de buurt van Enschede een 2,27 meter lange meerval gevangen. Enkele dagen later werd  in de oude IJssel bij Ulft een exemplaar van 2,36 meter gevangen.
De meeste meervallen hebben een hard en hol doorntje bij de vinnen dat bij aanraking kan steken. Sommige soorten scheiden ook een giftig proteïne uit dat gevaarlijk kan zijn voor mensen. Meervallen die elektrische schokken kunnen toedienen missen de doorns, ook wel sporen genoemd.

## Taxonomie
Familie: Siluridae
- Geslacht Belodontichthys Bleeker, 1857
- Geslacht Ceratoglanis Myers, 1938
- Geslacht Hemisilurus Bleeker, 1857
- Geslacht Kryptoglanis Vincent & J. Thomas, 2011
- Geslacht Kryptopterus Bleeker, 1857
- Geslacht Micronema Bleeker, 1857
- Geslacht Ompok Lacépède, 1803
- Geslacht Phalacronotus Bleeker, 1857
- Geslacht Pinniwallago Gupta, Jayaram & Hajela, 1981
- Geslacht Pterocryptis Peters, 1861
- Geslacht Silurichthys Bleeker, 1856
- Geslacht Silurus Linnaeus, 1758
- Geslacht Wallago Bleeker, 1851